# 穐山貞登
穐山 貞登（あきやま たかのり、1929年8月1日 - 2001年9月20日）は、日本の教育心理学者。東京工業大学名誉教授。

## 略歴
東京府生まれ。1954年東京教育大学教育学部心理学科卒業、1960年同大学院教育研究科博士課程満期退学、東京工業大学助手、1965年助教授、1974年教授、1976年「モーダル・パーソナリティーの社会心理学的研究」で東京教育大学より教育学博士の学位を取得。1990年東京工業大学退官、名誉教授、芝浦工業大学教授、2000年退職。財団法人たばこ総合研究センターの研究審議員、評議員、理事。
2001年9月20日、肝臓癌のため死去。

## 著書
- 『創造の心理』誠信書房　1962年
- 『集団思考の心理』明治図書出版　1967年　学習心理セミナー
- 『デザインと心理学』鹿島研究所出版会　1967年
- 『才能の発見』依田新編　大日本図書　1968年　心理学入門講座 新版
- 『都会人 都市生活の心理と創造』1969年　講談社現代新書
- 『創造と集団 新しい人間活動の啓発』日本経営出版会　1970年
- 『創造と適応 日常生活の枠組みを考える』ダイヤモンド社　1972年
- 『創造性』現代の心理学 培風館　1975年
- 『空間が人をつくる人が空間をつくる 空間学のすすめ』講談社ブルーバックス、1980年
- 『気だてのよさ 個性の心理学』教育出版　1986年　シリーズ・やさしい心理学
- 『質感の行動科学』彰国社　1988年
- 『経営と創造性』放送大学　1992年
- 『数量化のグラフィックス 態度の多変量解析』朝倉書店　1993年　行動計量学シリーズ
- 『行動計量のヴィジュアル表現 数量化3類、4類の解析』たばこ総合研究センター編　山愛書院 2002年

## 共編著
- 『創造性研究ハンドブック』堀洋道,古賀俊恵共著　誠信書房　1968年
- 『わが国における創造性の研究に関する諸文献 1973年7月現在』松本金寿,肥田野直共編　日本文化科学社　1973年
- 『多様化する人びとの欲求 図でみる個人パタン』児玉好信共著　鹿島出版会　1982年
- 『日本と東南アジアの文化摩擦』林知己夫共編　出光書店　1982年
- 『文化の心理学』編著　朝倉書店　1983年　現代の心理科学

## 翻訳
- R.ソマー『人間の空間 デザインの行動的研究』鹿島研究所出版会　1972年
- H.M.プロシャンスキー,W.H.イッテルソン,L.G.リブリン編『環境心理学 1　概念と研究態度』訳編　誠信書房　1974年
- 『ハイエク全集 第4巻　感覚秩序』春秋社　1989年

## 論文
- 「戦後十年における社会心理学」 『教育心理学』 第6集 1958年
- 「確率モデルの一例」 『年報社会心理学』 第5号 1964年
- 「因果と偶然」 波多野完治編 『ピアジェの認識心理学』 国土社 1965年
- 「集団指導と創造性の開発」 木原健太郎編 『小集団指導の基礎理論』 明治図書出版 1967年
- 「天才児」 『児童心理学講座 5. 知能と創造性』 金子書房 1969年
- 「創造性の心理」 沢田慶輔ほか編 『教育心理学』 有斐閣 1970年
- 「現代の都市観」 『都市問題』 第61巻 1号 1970年
- 「創造性と社会性」 恩田彰編 『創造的人格の形成』 明治図書出版 1971年
- 「知能と創造性」 『教育と医学』 第19巻 4号 1971年
- 「ニュータウンの問題」 『人類科学』 第23号 1971年
- 「都市化と住宅」 『年報社会心理学』 第13号 1972年
- 「”並べかえたマトリックス”の利用について」 『人文論叢』 1 1975年
- 「日本人の国際的態度とフィリッピンの調査研究」 『年報社会心理学』 17 1976年
- 「日本的性格」 本明寛編 『性格心理学新講座 1. 性格の理論』 金子書房 1989年

## 参考
- http://bookweb.kinokuniya.co.jp/htm/4434023659.html